# أحمد الدمنهوري
أحمد الدمنهوري (1101 - 1192 هـ) شيخ الأزهر العاشر. كانت معرفته بالمذاهب الأربعة أكثر من أهلها قراءة وفهمًا ودراية حتى عرف بالمذهبي. وكان عالما في الطب علاوة على علوم الدين.

## مولده ونشأته
أحمد بن عبد المنعم بن يوسف بن صيام الدمنهوري، ولد سنة 1101 هـ/ 1689 م بمدينة دمنهور وإليها يرجع لقبه الدمنهوري. درس في كتّاب القرية، فحفظ القرآن الكريم، وتعلم مبادئ القراءة والكتابة. ثم رحل إلى القاهرة، والتحق بالأزهر صغيرًا، وتلقى فيه العلوم الشرعية واللغوية على يد عدد من مشايخه الأزهر كالشيخ عبد الوهاب الشنواني، وعبد الرؤوف البشبيشي، وعبد الجواد المرحومي، وعبد الدائم الأجهوري، وغيرهم. درس به الفقه على المذاهب الأربعة، حتى أطلق عليه المذاهبي، وأجازوه فيها. ودرس كتب التفسير والحديث والمواريث الفقه والعلوم الحكمية وعلم الأصول والقراءات والتصوف والنحو والبلاغة، والهندسة والفلك والفلسفة والمنطق والطب.

## تعليمه
كان عالماً بمذاهب أئمة الفقه الأربعة. وقد وصفه معاصروه بأنه كان عالماً فذاً، ومؤلفا عظيما وارتقى في مناصبه بالأزهر إلى أن أصبح شيخ الجامع الأزهر لمدة عشر سنوات ليكون أول طبيب يتولى المشيخة. وقد كانت دراساته الطبية قد أخذها عن أحمد القرافي الحكيم بدار الشفاء فقرأ عليه كتاب الموجز، واللمحة الخفيفة في أسباب الأمراض وعلاجاتها، وبعضاً من قانون ابن سينا، وبعضاً من كامل الصناعة، وبعضاً من منظومة ابن سينا الكبرى. وقرأ على الشيخ سلامة الفيومي، أشكال التأسيس في الهندسة، وبعضا في علم البيئة، ورفع الأشكال عن مساحة الأشكال في علم المساحة. وقرأ على الشيخ محمد الشحيمي منظومة الحكيم، ورسالة في علم المواليد، والممالك الطبيعية، وهي الحيوانات والنباتات والمعادن.
وكان فقيهًا حنفيًا، عالمًا باللغة، وتصدر للإمامة والإفتاء وهو في الرابعة والثلاثين من عمره، وظل يتعلم ويدرس، حتى استقام له الأمر، وتمكن في علوم الهندسة والكيمياء والفلك، وصنع الآلات، ولجأ إليه مهرة الصناع يستفيدون من علمه. وقد خلف مؤلفات طبية متعددة يذكر المؤرخون منها كتابه المسمى «القول الصريح في علم التشريح»، وكتابه المسمى «القول الأقرب في علاج لسع العقرب» وهو مخطوط بدار الكتب المصرية. وقد كتب في مقدمته: «حمداً لمن تفضل علينا بالإيجاد، وبعد فهذه كلمات قليلة، مشتملة على فوائد جليلة، ومقدمة في وصف وكنية العقرب ومقصود في دفع السم، يذكر فيها وصفات منها ما يحتوي الدار صيني (نبات) الذي ينفع من لسع العقرب والنعناع والثوم المطبوخ بالسمن النافع في لسع الزنبور والنحل والحية وخاتمة فيما ينفع السموم من الطب الروحاني».
واشتهر الشيخ الدمنهوري بمخطوطة بعنوان «اللطائف النورية في المنح الدمنهورية» يقول فيها: «أخذت عن أستاذنا الشيخ علي الزعتري الحساب، واستخراج المجهولات، وما توقف عليها كالفرائض والمواريث، والميقات.. وأخذت عن سيدي أحمد القرافي الحكيم بدار الشفاء بالقراءة عليه كتاب الموجز، واللمحة العفيفة في أسباب الأمراض وعلاماتها، وبعضًا من قانون ابن سينا، وبعضًا من منظومة ابن سينا الكبرى. وقرأت على أستاذنا الشيخ سلامة الفيومي أشكال التأسيس في الهندسة. وقرأت على الشيخ محمد الشهير بالشحيمي منظومة في علم الأعمال الرصدية (الفلك). ورسالة في علم المواليد أعني الممالك الطبيعية وهي الحيوانات والنباتات والمعادن». وكان ينافس الشيخ الدمنهوري في تحصيل تلك العلوم الشيخ حسن الجبرتي والد المؤرخ المعروف عبد الرحمن الجبرتي.

## مشيخة الأزهر
تولى مشيخة الجامع الأزهر سنة 1183 هـ/ 1768 م خلفًا للشيخ عبد الرؤوف محمد السجيني. وكان الخليفة العثماني مصطفى بن أحمد خان له عناية ومعرفة بالعلوم الرياضية والفلك، فكان يراسل الشيخ الدمنهوري ويهاديه ويبعث له بالكتب. قال عنه حسن الجبرتي الكبير: «هابته الأمراء؛ لكونه كان قوّالا للحق، أمَّارًا بالمعروف، سمحًا بما عنده من الدنيا، وقصدته الملوك من الأطراف وهادته بهدايا فاخرة، وسائر ولاة مصر كانوا يحترمونه، وكان شهير الصيت عظيم الهيبة». وبلغ من تقدير الأمراء المماليك له وتعظيمهم لحرمته أنه لما نشبت فتنة بين طائفة من المماليك وأتباعهم، قصده أحد أمراء الطائفتين مستنجدًا به. ولم يجد بيتًا آمنا يحتمي به غير بيت الشيخ الدمنهوري في بولاق، فلما طلب خصومه من الشيخ تسليمهم له رفض، ولم يجرؤوا على اقتحام بيت الشيخ مراعاة له لمنزلته.

## مؤلفاته
من مؤلفاته كمخطوطات:

### علوم اللغة العربية
- «حلية اللب المصون في شرح الجوهر المكنون»، في البلاغة. طبع أكثر من مرة وكان محور الدرس البلاغي في المعاهد الدينية.

### علوم الحديث
- «إيضاح المبهم من معاني السلم». في شرح السلم المنورق في علم المنطق.
- «نهاية التعريف بأقسام الحديث الضعيف»، في مصطلح الحديث.

### علوم الاخلاق
- «سبيل الرشاد إلى نفع العباد»، في الأخلاق.

### الجيولوجيا والهيدرولوجي
- «رسالة عين الحياة في استنباط المياه»، في الجيولوجيا والهيدرولوجي.

### الطب
- «القول الصريح في علم التشريح»، في التشريح الطبي.
- «الكلام اليسير في علاج المقعدة والبواسير». حول علاج حصوات البول ومشاكل الشرج والبواسير.
- «القول الأقرب في علاج لسع العقرب». عن العقارب والسموم.

### السياسة
- «منهج السلوك في نصيحة الملوك».

### الكيمياء
- «الدرة اليتيمة في الصنعة الكريمة».

### الفقه
- «الفتح الرباني بمفردات ابن حنبل الشيباني»، في الفقه الحنبلي.
- «فيض المنان بالضروري من مذهب النعمان»، في الفقه الحنفي.
- «الكلام السديد في تحرير علم التوحيد».
- «إقامة الحجة الباهرة على هدم كنائس مصر والقاهرة».

## وفاته
تجاوز التسعين من عمره ولبى نداء ربه في يوم الأحد 11 رجب 1192 هـ الموافق 4 أغسطس 1778 م في منزله ببولاق، وصُلِّي عليه بالجامع الأزهر، ودفن بالبساتين.